# Asłan Usojan

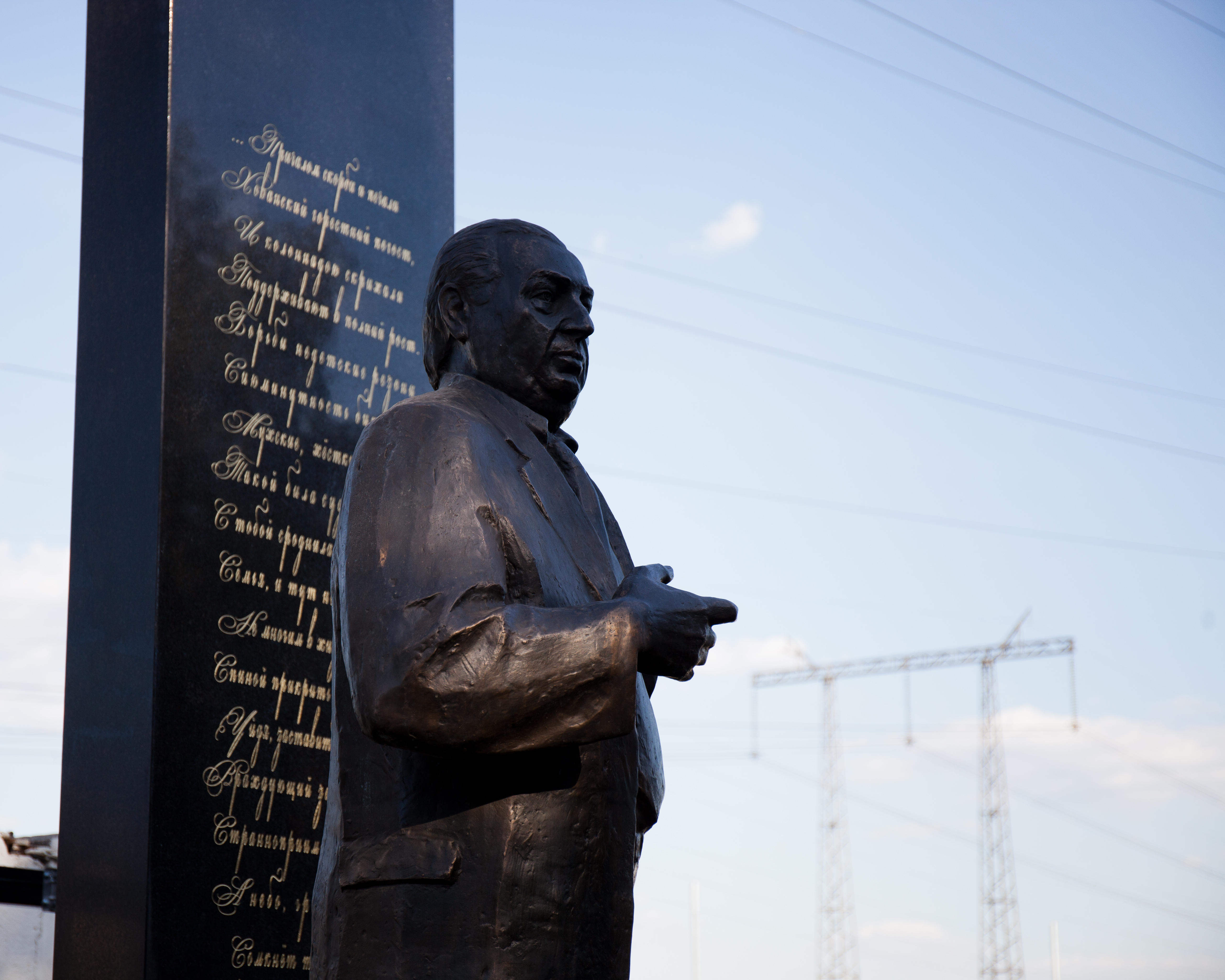
Grobowiec Asłana Usojana na cmentarzu Chowańskim

Asłan Raszydowicz Usojan ros. Асла́н Раши́дович Усоя́н (ur. 27 lutego 1937 w Tbilisi, zm. 16 stycznia 2013 w Moskwie) – rosyjski gangster, autorytet wśród kryminalistów i wor w zakonie. Znany także pod przezwiskiem Dziadek Hasan (ros. Дед Хасан). W roku 2009 rosyjskie środki masowego przekazu uważały go za lidera jednego z większych związków przestępczych, ojca chrzestnego mafii na obszarze dawnego ZSRR.

## Życiorys
Usojan pochodził z Gruzji i był Kurdem jezydem. Mając 19 lat w 1956 roku został aresztowany za stawianie oporu milicji, a następnie został skazany na półtora roku pozbawienia wolności. Gdy trafił do więzienia po raz trzeci został worem w zakonie.
Media, powołując się na dane operacyjne pochodzące od organów ścigania, twierdzą, że Usojan od 2009 był przywódcą kaukaskich grup przestępczych, kontrolował większość rosyjskich zorganizowanych grup przestępczych i rozstrzygał między nimi konflikty oraz łagodził różnice zdań. Do tak zwanego „Klanu Dziadka Hasana” (ros. Клан Деда Хасана) należą też takie wory w zakonie jak Łasza Rustawski (ros. Лаша Руставский).
W kwietniu 2010 roku został aresztowany przez ukraińskie służby bezpieczeństwa za nielegalne użycie fałszywych dokumentów. 16 września 2010 roku został postrzelony wraz z ochroniarzem na ulicy Twerskiej, w centrum stolicy Rosji. Według mediów Usojan od dłuższego czasu był w poważnym konflikcie z Tarielem Onianim (ps. „Taro”), innym mafijnym przywódcą, i to jego oskarżał o próbę zamachu. Powodem miał być podział dawnego imperium Zacharija Kałaszowa (ps. „Szakro młodszy”, który obecnie odsiaduje karę więzienia w Hiszpanii) oraz różnice zdań co do kontroli części środków finansowych prywatnych inwestorów przeznaczonych na budowę obiektów olimpijskich w Soczi.
16 stycznia 2013 roku został postrzelony ponownie; tym razem w restauracji „Karetnyj Wał” przy ul. Powarskiej, kilkaset metrów od siedziby rosyjskiego rządu. Strzał z karabinka AS Wał, wyposażonego w integralny tłumik dźwięku i celownik optyczny, padł z klatki schodowej pobliskiego domu. Chwilę później, mimo szybkiego przybycia pogotowia ratunkowego, Usojan zmarł w drodze do szpitala.
Trumna ze zwłokami została wystawiona w domu pogrzebowym na cmentarzu Trojekurowskim. Ostatni hołd gangsterowi złożyło kilka tysięcy ludzi. W pogrzebie, który miał charakter zamknięty, uczestniczyło setki mafiosów. Usojan spoczął na cmentarzu Chowańskim (największym cmentarzu moskiewskim).